# Hofanlage Bardenfleth 39
Die Hofanlage Bardenfleth 39 in Elsfleth-Bardenfleth stammt aus dem 18. und 19. Jahrhundert. Aktuell (2023) wird sie als Praxis und Landcafé genutzt.
Die Gebäude stehen unter Denkmalschutz (siehe auch Liste der Baudenkmale in Elsfleth).

## Beschreibung
Die Hofanlage auf einer Wurt mit tiefem Grundstück besteht aus
- dem eingeschossigen giebelständigen Wohn- und Wirtschaftsgebäude von 1805 (Inschrift) als Zweiständer-Hallenhaus in Fachwerk mit Steinausfachungen, mit reetgedecktem Krüppelwalmdach mit Gaube und Niedersachsengiebeln, der Grooten Door mit Korbbogen und mit einem älteren Innengerüst,[2]
- der eingeschossigen giebelständigen Scheune aus der zweiten Hälfte des 18. Jahrhunderts in Fachwerk und Ankerbalkenkonstruktion mit Steinausfachungen und zum Teil verbohlt, reetgedecktem Walmdach mit Niedersachsengiebeln und früherer Querdurchfahrt, umgebaut zur gewerblichen Nutzung (Café),[3]
- dem traufständigen Backspeicher von 1789 (Inschrift) in Fachwerk mit Steinausfachungen und Satteldach; umgebaut für gewerbliche Nutzung[4]
- sowie weiteren nicht denkmalgeschützten Nebenanlagen.

Das Landesdenkmalamt befand: „… geschichtliche Bedeutung … als beispielhafte Hofanlage der 2. Hälfte des 18. und des frühen 19. Jhs.“